# Річард III (герцог Гаетанський)
Річард III (†1140) - граф Каріноли, останній незалежний герцог Гаетанський (1121—1140). Представник нормандської сім'ї Дренго.
Спочатку правив як регент свого неповнолітнього племінника  Джонатана, а потім спадкував йому.  У 1118 склав присягу на вірність Папі Римському Геласію II, коли той переховувався у Гаеті. Зберігав незалежність герцогства до 1035, коли склав васальну присягу королю Сицилії Рожеру II, а також його синам Рожеру III та Альфонсу. Після смерті Річарда влада у Гаеті перейшла до Рожера III.